# Мунд Генрик Якович
Генрик Якович Мунд (пол. Henryk Piotr Mund; нар. 17 липня 1902, Львів — пом. 26 травня 1960, Сідней) — польський живописець, графік; член Єврейського літературно-художнього товариства.

## Біографія
Народився 17 липня 1902 року у місті Львові (тепер Україна). У 1919–1921 роках відвідував вечірні лекції рисунку у Львівській академії мистецтв, продовжив навчання у Вільній школі малярства та рисунку імені Л. Мегоффер у Кракові, Школі ужиткового мистецтва при музеї промислу у Відні, в Парижі, Римі, Лондоні. Керував Ательє рекламної графіки Телеграфічної агенції. У львівській газеті «Хвиля» друкував мистецькі огляди, рецензії на виставки. У Львові працював до 1933 року.
У 1933–1939 роках працював у Варшаві, з 1944 року — у Лондоні, з 1951 року — в Австралії. Помер в Сіднеї 26 травня 1960 року.

## Творчість
Займався ужитковою графікою: крім плакатів, проєктував оголошення, віньєтки, рекламу промислових виробів, графічне оформлення книжок та журналів. Писав портрети, натюрморти. 
Рекламні плакати:
- консервів фабрики Руккера (1914);
- театру «Семафор» (1925);
- Єврейського товариства опіки сиріт (1927, пол. «Spelnijcie obowiązek wobec sieroty»);
- власної персональної виставки (1927, пол. «Wystawa Kartonów Dekoracyjnych Henryka Munda»);
- виставки єврейської книги та пам'яток єврейського мистецтва (1928).

Займався монументальним живописом: у 1924–1927 роках створив близько 30 картонів стінних розписів і мозаїк для синагог. Протягом 1925–1926 років разом із К. Мацкевичем малював декорації та проєктував костюми для львівського театру «Семафор». Автор сценографії до вистав:
- «Пудрениця» С. Майковського (1925);
- «Рахунок» Ю. Тувіма (1925);
- «Витинанки» Я. Поразінської (1925).

Автор обкладинки книги «Ballada о białym byku» Мар'яна Гемара (1923), каталогу власної виставки (1927).
Брав участь у виставках з 1924 року. Персональна відбулася у Львові у 1927 році.
Окремі роботи художника зберігаються у Львівській національній науковій бібліотеці України імені Василя Стефаника.